# 남극권

붉은 색으로 남극권이 표시된 세계 지도

푸른 색으로 남극권이 표시된 남극 지도

남극권(南極圈)은 지도 위에 표시된 지구의 주요 다섯 위선 중 하나이다. 2011년을 기준으로, 남위 66° 33′ 44″(66.5622°)을 지난다.
남극권은 여름에 해가 지지 않는 백야와 겨울에 해가 뜨지 않는 극야 현상이 일어나는 북쪽 한계이다.
남극권의 위치는 고정되어 있지 않고, 지구 자전축 기울기의 변화에 따라 40,000년 주기로 2°가량 변한다. 현재는 1년에 약 15m가량의 속도로 남쪽으로 움직이고 있다.

## 문제
환경 오염으로 인해 남극의 여름에도 40°C가 넘은 적이 있다.

## 지리
남극 대륙의 대부분은 남극권 안쪽에 포함된다. 남극권 안에 영주하는 사람은 없으나, 여러 나라에서 설치한 남극 연구소에는 계절에 따라 교대를 해가며 여러 연구팀의 과학자들이 살고 있다. 예전에는 고래잡이 기지가 설치되어, 고래잡이들이 1년 이상 살기도 했다.
본초 자오선에서 시작하여 동쪽으로 남극권은 다음 지역을 지나간다.
| Co-ordinates                                             | Country, territory or sea                     | Notes                                                                     |
| -------------------------------------------------------- | --------------------------------------------- | ------------------------------------------------------------------------- |
| 남위 66° 34′ 동경 0° 0′  / 남위 66.567° 동경 0.000°      | 남극해                                        | 퀸모드랜드와 엔더비랜드의 북쪽                                            |
| 남위 66° 34′ 동경 50° 32′  / 남위 66.567° 동경 50.533°   | 남극 - 엔더비랜드                             | 오스트레일리아가 영유권을 주장                                            |
| 남위 66° 34′ 동경 57° 19′  / 남위 66.567° 동경 57.317°   | 남극해                                        | 애머리 빙붕의 북쪽                                                        |
| 남위 66° 34′ 동경 82° 6′  / 남위 66.567° 동경 82.100°    | 남극                                          | 오스트레일리아가 영유권을 주장                                            |
| 남위 66° 34′ 동경 89° 14′  / 남위 66.567° 동경 89.233°   | 남극해                                        |                                                                           |
| 남위 66° 34′ 동경 91° 29′  / 남위 66.567° 동경 91.483°   | 남극                                          | 오스트레일리아가 영유권을 주장                                            |
| 남위 66° 34′ 동경 92° 21′  / 남위 66.567° 동경 92.350°   | 남극해                                        |                                                                           |
| 남위 66° 34′ 동경 93° 52′  / 남위 66.567° 동경 93.867°   | 남극                                          | 오스트레일리아가 영유권을 주장                                            |
| 남위 66° 34′ 동경 107° 45′  / 남위 66.567° 동경 107.750° | 남극해                                        | 빈센스만                                                                  |
| 남위 66° 34′ 동경 110° 12′  / 남위 66.567° 동경 110.200° | 남극 - 윌크스랜드                             | 오스트레일리아가 영유권을 주장                                            |
| 남위 66° 34′ 동경 116° 35′  / 남위 66.567° 동경 116.583° | 남극해                                        |                                                                           |
| 남위 66° 34′ 동경 121° 31′  / 남위 66.567° 동경 121.517° | 남극 - 윌크스랜드                             | 오스트레일리아가 영유권을 주장                                            |
| 남위 66° 34′ 동경 127° 9′  / 남위 66.567° 동경 127.150°  | 남극해                                        |                                                                           |
| 남위 66° 34′ 동경 129° 38′  / 남위 66.567° 동경 129.633° | 남극 - 윌크스랜드                             | 오스트레일리아가 영유권을 주장                                            |
| 남위 66° 34′ 동경 136° 0′  / 남위 66.567° 동경 136.000°  | 남극 - 아델리랜드                             | 프랑스가 영유권을 주장                                                    |
| 남위 66° 34′ 동경 138° 56′  / 남위 66.567° 동경 138.933° | 남극해                                        |                                                                           |
| 남위 66° 34′ 동경 162° 44′  / 남위 66.567° 동경 162.733° | 발레니 제도 - 보라데일섬                      | 뉴질랜드가 영유권을 주장                                                  |
| 남위 66° 34′ 동경 162° 45′  / 남위 66.567° 동경 162.750° | 남극해                                        | 애들레이드섬 바로 북쪽을 지난다 ( 아르헨티나, 칠레, 영국이 영유권을 주장) |
| 남위 66° 34′ 서경 65° 44′  / 남위 66.567° 서경 65.733°   | 남극 - 남극 반도 - 그레이엄랜드와 라르센 빙붕 | 아르헨티나, 칠레, 영국이 영유권을 주장                                    |
| 남위 66° 34′ 서경 60° 21′  / 남위 66.567° 서경 60.350°   | 남극해                                        | 웨들해 등                                                                 |

## 같이 보기
- 남극 수렴대
- 북회귀선
- 남회귀선